# Nino Sospiri
Nino Sospiri (Penne, 26 luglio 1948 – Pescara, 2 gennaio 2006) è stato un politico italiano.

## Biografia
Dopo aver ottenuto il diploma di perito chimico industriale aderirà al Movimento Sociale Italiano, e negli anni successivi fu presidente dall'associazione giovanile di destra Giovane Italia.
Nel 1970/71 presta il servizio militare a Civitavecchia nel 1º Reggimento Bersaglieri 1º battaglione 2ª compagnia.
Nel 1975 venne eletto segretario comunale del MSI a Pescara e consigliere comunale nella stessa città, due anni dopo entrò a far parte del Comitato Centrale e nel 1980 della Direzione nazionale del partito, di cui dirige i settori nazionali sicurezza sociale e comuni e province.
Nel 1984 è nominato segretario regionale del MSI in Abruzzo e due anni dopo entra nella segreteria nazionale del partito, venendo inoltre eletto consigliere nazionale dell'ANCI.
Segretario nazionale amministrativo nel 1990 e deputato dal 1979 al 2006, negli ultimi anni di vita Sospiri fu esponente di Alleanza Nazionale e Sottosegretario al Ministero delle infrastrutture e dei trasporti nei governi Berlusconi II e III. Morì a causa di un male incurabile durante il suo incarico nell'esecutivo, presso l'ospedale civile di Pescara.